# Arlington, Texas
Arlington là một thành phố tại quận Tarrant, Texas, Hoa Kỳ trong vùng đô thị Dallas-Fort Worth. Theo dự toán điều tra dân số năm 2007, thành phố có dân số ước tính 374.417, là đô thị lớn thứ ba ở Metroplex. Arlington là thành phố lớn thứ bảy ở Texas và thứ 50 ở Hoa Kỳ. 6
Nằm khoảng 12 dặm (19 km) về phía đông của trung tâm thành phố Fort Worth và 20 dặm (32 km) về phía tây trung tâm thành phố Dallas.

## Địa lý
Arlington có vị trí 32 ° 42'18 "N 97 ° 7'22" W / 32,705 97,12278 ° N ° W / 32,705;-97,12278 (32,705033, -97,122839) [6].
Theo Hoa Kỳ điều tra dân số Cục, thành phố có tổng diện tích là 99,7 dặm vuông (258,2 km ²), trong đó, 96,5 dặm vuông (249,9 km ²) là đất và 3,2 dặm vuông (8,3 km ²) của nó (3,19%) là diện tích mặt nước.
Rạch Johnson, một nhánh của sông Trinity, và chính sông Trinity, chảy qua Arlington.